# Reggiatrice
La reggiatrice è una macchina automatica o semiautomatica utilizzata per sigillare un determinato prodotto ai fini del trasporto. Le dimensioni del prodotto sigillato possono essere sia piccole che elevate.
Le reggiatrici svolgono la loro azione sul prodotto per mezzo di tensione regolata affinché il prodotto sia perfettamente bloccato. Tale azione può essere svolta sia verticalmente che orizzontalmente.
La banda che compie l'azione di imballo è chiamata reggetta, il materiale di consumo che svolge l'effettiva azione della tensione. Esso può essere ottenuto da due diversi polimeri:
- polipropilene;
- poliestere